# Володьки (Молодечненський район)
Володьки (біл. вёска Валодзькі) — село в складі Молодечненського району Мінської області, Білорусь. Село підпорядковане Радошковицькій сільській раді, розташоване в центральній частині області.